# Hafners Paradies
Hafners Paradies ist ein österreichisch-spanischer Dokumentarfilm von Günter Schwaiger aus dem Jahr 2007. Darin wird der ehemalige Waffen-SS-Offizier und Holocaustleugner Paul Maria Hafner, der nach dem Zweiten Weltkrieg in Spanien Unterschlupf fand und bis zu seinem Tod der Ideologie des Nationalsozialismus anhing, mit seiner NS-Vergangenheit konfrontiert.

## Inhalt
Der Dokumentarfilm ist in weiten Strecken ein Porträt des ehemaligen, zur Zeit der Dreharbeiten 83-jährigen, SS-Offiziers Paul Hafner. Dieser vertritt noch immer das nationalsozialistische Gedankengut. Der Südtiroler Hafner war während des Krieges in verschiedenen Konzentrationslagern eingesetzt worden. Nach Studium und Berufstätigkeit emigrierte er 1954 nach Spanien, wo er 2010 verstarb. Im Film wird er unter anderem mit Bildern ermordeter Häftlinge konfrontiert. Gezeigt wird ihm auch ein Gespräch mit Hans Landauer, einem Überlebenden des KZs Dachau. In diesem wird veranschaulicht, wie Hafners Weltbild durch die Begegnung mit Opfern nach und nach an Substanz verliert.

## Hintergrund
Der österreichische Produzent und Regisseur des Films, Günter Schwaiger, traf nach monatelangen Recherchen auf den 1954 nach Spanien übergesiedelten Nationalsozialisten Paul Maria Hafner, der dort unter Franco leben konnte, ohne verfolgt zu werden.
Sein vorhergehender Film Santa Cruz por ejemplo… – Der Mord von Santa Cruz war Schwaigers erste Auseinandersetzung mit der spanischen Zeitgeschichte. Die Dreharbeiten zu Hafners Paradies dauerten über ein Jahr an. Während dieser Zeit verschlechterte sich der Gesundheitszustand Hafners. Nach dem Betrachten des oben genannten Films über den Holocaust mussten die Dreharbeiten für drei Wochen unterbrochen werden, da er eine Nervenkrankheit erlitten hatte, die ihm längeres Sprechen unmöglich machte.
Der Film hatte am Filmfestival Locarno Anfang August 2007 seine Weltpremiere. Kinostart war am 10. Januar 2008 mit der Österreich-Premiere in Salzburg.

## Auszeichnungen
- Semana Internacional de Cine de Valladolid 2007: Bester Dokumentarfilm